# Minmose
Minmose va ser un alt càrrec de l'antic Egipte que va viure durant el segle xv aC. Va ser Supervisor de Sacerdots de Month, Senyor de Tebes i Supervisor d'obres en tots els temples de l'Alt i el Baix Egipte per als faraons Tuthmosis III i Amenofis II. Va participar en expedicions a Síria durant la vuitena campanya de Tuthmosis, a Núbia[2] i va exercir també de comandant de les forces d'elit a Takhsi, un territori situat entre Damasc i Canaan. L'expedició a Takhsi probablement estava relacionada amb la campanya d'Amenofis II.
A més de supervisar la construcció de molts temples, Minmose va recaptar impostos a Retenu i a Nubia durant la campanya nubiana de Tuthmosis en el 49è any del seu regnat.
Apareix representat en diverses estàtues trobades arreu d'Egipte.